# Noah Ringer
 (août 2014).
Si vous disposez d'ouvrages ou d'articles de référence ou si vous connaissez des sites web de qualité traitant du thème abordé ici, merci de compléter l'article en donnant les références utiles à sa vérifiabilité et en les liant à la section « Notes et références ».
Pour les articles homonymes, voir Ringer.
Noah Ringer, né le 18 novembre 1996, est un acteur américain et un pratiquant de taekwondo américain. Il a joué le rôle d'Aang dans Le Dernier Maître de l'air (2010) et  celui d'Emmett Taggart dans Cowboys et Envahisseurs (2011).

## Vie et carrière
Noah Ringer est né à Dallas, Texas. Il était timide étant petit. Quand il avait dix ans, sa mère l'a inscrit aux arts martiaux ATA à Carrollton, Texas, qui fait partie de l'association américaine de taekwondo. D'abord hésitant a y aller, Noah tombe rapidement amoureux de ce sport. Il montre rapidement de quoi il est capable et commence tôt les compétitions. En décembre 2009, à l'âge de 13 ans, Il obtient sa ceinture noire premier degré.
Noah Ringer a longtemps gardé la tête rasée et les autres étudiants l'ont surnommé Avatar, d'après le personnage Aang dans la série d'animation Avatar, le dernier maître de l'air. L'instructeur de taekwondo de Noah, Maître Eric Pechacek, avait également remarqué la ressemblance, du point de vue physique mais aussi morale. Il est devenu immédiatement un grand fan.
En 2011, il joue le rôle de Aang dans Le Dernier Maître de l'air.

## Arts martiaux
Le premier tournoi de Noah Ringer était le Championnat du monde dans l'Arkansas. Il a remporté la première place dans chaque catégorie. Après avoir vu les Extrêmes lors de ce tournoi, il décida de commencer une formation dans les arts martiaux extrêmes. Il est devenu compétent avec une variété d'armes, y compris le bâton que son personnage, Aang, utilise. Au cours de ses deux premières années avec l'ATA, il a participé à 25 tournois, remportant 100 médailles, dont 80 en or. Il a été nommé Compétiteur de l'année dans sa région en février 2008 et il a également remporté le titre 2008-2009 du Champion du Texas dans cinq catégories.
En octobre 2010, il a obtenu sa ceinture noire second degré. Il enseigne depuis aux autres étudiants dans l'ATA. Il fait aussi de la gymnastique et il a commencé à faire du Kung-Fu.

## Vie privée
Noah est scolarisé chez lui, il ne regarde pas souvent la télévision mais il a des DVD de ses séries préférées et de ses films préférés. Son acteur favori est Denzel Washington. Il a deux chiens et deux rats de compagnie.
Outre les arts martiaux, Noah a beaucoup de centres d'intérêt. Il aime plusieurs sports comme la lutte, le golf, le tennis, le tennis de table, etc. Il aime aussi la lecture et traîner avec ses amis. Noah prend également part à divers évènements locaux et des organisations caritatives. Il a sa propre page Facebook, sur laquelle il publie fréquemment.